# Homestuck
 (août 2014).
 Homestuck est une bande dessinée en ligne (ou webcomic)  écrite par Andrew Hussie,,,,. L'auteur commence son écriture en 2009 (il s'agit alors de son quatrième projet). Sa bande dessinée s'est terminée le 13 avril 2016, le jour de son anniversaire, pile 7 ans après sa première update, et compte maintenant  8124 pages sur les 10028 du site; malgré tout, l'auteur a promis un épilogue sans avoir annoncé de date précise. Elles sont disponibles sur le site original (en anglais) MS Paint Adventures ou une alternative en français (traduit par des amateurs). À la suite de l'arrêt de Flash, une version téléchargeable non officielle a été mise à disposition par la communauté. 
L'œuvre se distingue par sa mise en page particulière, faite sous forme d'images, de GIF, sous forme de jeu vidéo ou d'animations associées à la narration tout en ayant une forme de pièce de théâtre shakespearienne la majorité de temps. L'intrigue est particulièrement complexe, du fait de son nombre de pages, de voyages dans le temps et de basculements de points de vue. Un autre attribut spécifique la différencie : les faits sont relatés grâce aux archives des conversations en ligne des protagonistes, qui communiquent le plus souvent par le biais d'Internet ou d'un homologue.
Homestuck est, de cette façon, axé quasi exclusivement et ancré dans la culture Internet. Tout d'abord parodie de jeux vidéo, Homestuck a évolué en une satire de cette culture. Dans cet article, les noms français résultent d'une traduction amateur ; elles peuvent être erronées dans le cas d'une future traduction officielle.[réf. nécessaire] Cet article fait également rapidement référence à des éléments tardifs et importants de l'intrigue.
Au fur et à mesure de l'histoire, les animations Flash s'étoffent pour durer plus longtemps, avoir plus de détails, et surtout, briser les codes de la bande dessinée tels que les cases, les bulles, etc.
Le webcomic se déroule en divers arcs et actes. Par souci de clarté, le synopsis est seulement divisé en Session Beta et Session Alpha.

## Synopsis

### Session Beta

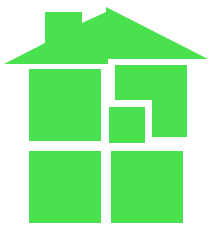
Logo de Sburb, le jeu vidéo fictif auquel jouent les protagonistes.

Homestuck commence le jour du treizième anniversaire de John Egbert. Il reçoit une copie bêta d'un jeu vidéo, appelé Sburb. En installant et exécutant le jeu sur son ordinateur, John déclenche une pluie de météorites sur sa maison, tout comme chaque joueur arrivé à ce point du jeu ; il ne survit qu'en étant transporté de justesse sur une autre planète, ce qui l'immerge complètement dans le monde de Sburb. Tandis que les amis de John ( Rose Lalonde, Dave Strider, et Jade Harley ) rejoignent à leur tour le jeu, ils apprennent qu'ils ont involontairement déclenché la fin du monde, et qu'il est de leur devoir de jouer au jeu et ainsi de poursuivre l'histoire jusqu'à la fin.
Alors qu'ils explorent le monde de Sburb, John et ses amis sont harcelés par un groupe de trolls Internet qui ont déjà joué au jeu auparavant. Ceux-ci révèlent qu'ils ne sont pas humains, mais d'une espèce extraterrestre appelée "Trolls". Ils sont au nombre de douze. Les Trolls deviennent progressivement plus importants au fur et à mesure que l'histoire progresse; le récit se transforme lentement mais sûrement en une histoire parallèle qui permet d'explorer la nature de la société Troll grâce à leur session de Sburb (qu'ils appellent Sgrub) et la séquence spécifique d'événements qui ont conduit ces derniers à entrer dans le jeu. L'arc des Trolls se termine par la révélation que gagner le jeu provoque la création d'un nouvel univers, et que ce sont les Trolls qui ont initialement créé l'univers des Enfants.
L'histoire se concentre à nouveau sur les quatre Enfants. La multiplication des contacts entre eux et les Trolls a conduit à une camaraderie hésitante entre les deux groupes, puisqu'ils ont découvert qu'ils doivent coopérer pour essayer de sauver la session Sburb condamnée. Ils apprennent que le jeu dispose d'un mécanisme de redémarrage, appelé Déchirure (Scratch) et ils commencent à travailler main dans la main afin de l'activer. Un antagoniste fait son apparition ; il s'agit de Jack Noir, un PNJ rogue, qui devient presque invincible dans leur session, soit une irrégularité de l'univers. Malgré cet obstacle, les Enfants parviennent de justesse à déclencher la Déchirure, ce qui précède la destruction de l'univers des Enfants - cependant, les joueurs survivent en voyageant à travers les dimensions de poche qui les mèneront vers une nouvelle session, la session Alpha.
La Déchirure cause le redémarrage de leur univers ; mais à condition que les Gardiens des Enfants jouent à leur place, pas les enfants eux-mêmes.

### Session Alpha
La grand-mère de John, Jane Crocker, qui était morte avant que l'histoire ne commence, est maintenant une jeune fille de seize ans et la protagoniste de ce nouvel arc, l'arc Alpha. Elle conduit ses trois amis, Roxy Lalonde, Dirk Strider, et Jake English, à travers leur nouvelle session.
Pendant ce temps, les Enfants d'avant la Déchirure et les Trolls survivants doivent voyager vers le nouvel univers, un voyage qui durera trois ans, afin d'aider la nouvelle session. Ils rencontrent les ancêtres des Trolls au cours de leur route.
Une créature infâme menace leur plan ; ce nouvel antagoniste s'appelle Lord English, un démon prétendument invincible, encore plus dangereux que Jack Noir (ce dernier étant toujours vivant et hostile). Les enjeux sont des plus élevés, les deux groupes d'enfants et de trolls s'engagent dans une course contre la montre pour découvrir une méthode qui permettra d'éradiquer Lord English, avant que lui-même ne détruise potentiellement l'existence de l'univers.

## Thèmes
Au travers ses nombreux personnages l'histoire développe de différentes questions  et interrogations sociales plus générales comme par exemple expliqué ici. Les personnages principaux étant des adolescents et l'histoire s'adressant à un public jeune, Homestuck est parfois comparé à une métaphore de l'adolescence.
- Les relations amoureuses sont abordées sous plusieurs angles. Chaque espèce, humains, trolls[10], leprechauns[11] et chérubins introduit l'amour d'une manière différente. Chacune de ces visions différente est accompagné d'un quadrant[12] qui exprime visuellement dans un tableau les amours possibles pour chaque espèce.
- L'homosexualité[13] est un thème centrale dans le développement de certains personnages et sur la manière dont le sujet est abordé.
- La solitude est abordée dans l'épilogue "Viande" dans lequel John se retrouve confronté à lui-même. Une seconde forme de solitude est abordée dans cet épilogue avec Dirk, omniscient, qui choisit de se retirer seul à la fin.
- Sociologie : Les différents joueurs de Sburb ont une classe[14] et un aspect[15] qui peut être accompagné d'un ascendant et est déterminé en fonction de leur personnalité. Cela leur donne des pouvoirs différents quand ils arrivent a devenir God Tier[16] (atteindre le tiers des dieux) dans le jeu. Au travers de ces classifications Homestuck développe une réflexion sociologique.
- L'appropriation culturelle est abordée quand plusieurs personnages (Callie, Jade et Jane) se créé des Trollsona[17] (une fausse identité troll) et en joue le rôle.

## Personnages principaux

### Session Beta
- John Egbert (alias ectoBiologist) est un jeune geek à lunettes affublé d'un tee-shirt orné d'un ectoplasme vert de SOS Fantômes. C'est un grand fan de navets cinématographiques. Vivant dans une banlieue tranquille, à Maple Valley dans l'état de Washington, il est en relation conflictuelle avec son père, un artiste de rue (son vrai métier est homme d'affaires, mais il le cache pour que son fils ne le trouve pas ennuyeux) vouant un culte aux arlequins. Impulsif, il se jette souvent dans le feu de l'action sans réfléchir. Il obtient le titre d'Héritier du Souffle (Heir of Breath).
- Rose Lalonde (alias tentacleTherapist) est une jeune fille réfléchie et très intelligente passionnée par les déités occultes. Elle a les cheveux blonds, courts, porte un sert- tête et a un poulpe violet sur son tee-shirt. Elle est en froid avec sa mère qui selon elle fait tout pour la contrarier. Elle réside dans une maison isolée au milieu des bois, à Rainbow Falls, New York. Elle reçoit le titre de Voyante de la Lumière (Seer of Light).
- Dave Strider (alias turntechGodhead) est un jeune homme à lunettes de soleil, a des cheveux courts et blonds, fan de rap, de trucs cool et d'armes ninja. Dave vit à Houston, dans le Texas. Il tient un blog ironique sur les marionnettes et publie des webcomics tout aussi ironiques. Il a pour ambition d'être aussi cool que son grand frère, dont le degré d'ironie est très élevé. Lui est attribué le titre de Chevalier du Temps (Knight of Time).
- Jade Harley (alias gardenGnostic) est une fille sympathique aux cheveux noirs et longs vivant sur une île loin de tout en compagnie de son grand-père et de son chien Bec. Elle possède des dons de prescience et est atteinte de narcolepsie. Son tee-shirt possède plusieurs motifs aléatoires qu'elle peut changer à sa guise. Elle semble être la seule à ne pas vivre aux États-Unis ; en effet, Jade vit seule (?) sur une île au milieu du Pacifique. On lui donne le titre de Sorcière de l'Espace (Witch of Space).

- Les Trolls Alpha sont douze mystérieux personnages, représentant chacun un signe du Zodiaque et un stéréotype internet; ils prennent contact avec les quatre protagonistes via leur Pesterchum. Ils ont chacun une façon d'écrire distinctive, parfois à base de 1337. Leurs discours incohérents et leur attitude parfois hostile les rendent très impopulaires auprès des héros. Mais leur démarche pourrait être finalement bien plus importante que de simplement les embêter ! Venant de la planète Alternia, ils se présentent avec une peau grise, des cheveux noirs, un iris noir ainsi qu'un blanc de l’œil jaune-orangé, et des cornes d'un dégradé jaune-rouge dont la forme dépend du signe du zodiaque sur leur T-shirt. Leur rang social dépend de leur sang, définit par l'hémospectrum, il y a en tout douze sangs "canons" : Rouge bonbon (mutant), Rouge foncé, bronze, ocre , olive, jade, turquoise, céruléen, indigo, mauve, violet et fuchsia. Ils se nomment :
- Aradia Megido (alias apocalypseArisen) est une des six filles troll (sang rouge foncé), déjà morte avant même de la voir apparaître dans le comic. Elle a des cornes courbées. Son signe du zodiaque est Bélier.  Elle est plutôt calme, puisque ses textes ne montrent aucune émotion, et parle en ne mettant aucune ponctuation (si ce n'est le point d'interrogation), et remplace les o par un zéro. Son lusus est une sorte de petit dinosaure-bélier (Ram). Lui est attribué le titre de Damoiselle du Temps (Maid of Time).
- Tavros Nitram (alias adiosToreador) est un des six garçons trolls (sang bronze), paraplégique, dans un fauteuil roulant, cornes de taureau. Son signe du zodiaque est Taureau. Il est fan de l'équivalent troll de Peter Pan (Pupa Pan), ainsi que de l'équivalent troll de pokémon (Fiduspawn). Il parle en remplaçant les majuscules au début des phrases et après des virgules par des minuscules, et toutes les autres minuscules deviennent des majuscules. Il utilise un smiley, le représentant avec ses cornes de taureau }:). Son lusus est un taureau-fée (nommé Taureauchette en français, Tinkerbull en anglais). Lui est attribué le titre de Page du Souffle (Page of Breath).
- Sollux Captor (alias twinArmageddons) est un des six garçons trolls (sang ocre), lunettes et yeux rouge et bleu, hacker de génie, deux paires de cornes. Son signe du zodiaque est Gémeaux. Il a quelques ruches chez lui (qui sont aussi des serveurs informatiques) contenant du miel psychique, mauvais pour le cerveau d'un troll. Il parle en doublant les i, remplace les s par des 2 utilise un smiley à son effigie quand il fait des jeux de mots en rapport avec la dualité. Son lusus est un Bicyclope, soit un cyclope à deux têtes. Lui est attribué le titre de Mage du Destin (Mage of Doom).
- Karkat Vantas (alias carcinoGeneticist) est un des six garçons trolls (sang rouge bonbon (mutant)), cheveux ébouriffés, amateur de mauvais films de romances, petites cornes à bout arrondi. Son signe du zodiaque est Cancer. D'une nature plutôt énervée, il cache son sang mutant (pour ne pas être un paria) en remplaçant la couleur rouge de son tee-shirt et de son écriture en gris. Il ne parle qu'en majuscule. Son lusus est un monstre crabe à deux pattes (nommé Crabdad par les fans). Lui est attribué le titre de Chevalier du Sang (Knight of Blood).
- Nepeta Leijon (alias arsenicCatnip) est une des six filles trolls (sang olive), chapeau et queue de chat, « shippeuse » obsessionnelle, cornes en forme d'oreilles de chat. Son signe du zodiaque est Lion. Vivant dans une grotte, sur les murs de laquelle elle dessine ses aventures avec son Lusus, ou ses « ships ». Elle parle en commençant ses phrases par ":33<", remplaçant les ee par 33, et aime faire des jeux de rôles avec les autres en écrivant des actions entre * (ex : *ac mange un bon poisson*) et fait des calembours en rapport avec les chats (ex : prominettre). Son lusus est un chat à deux bouches (nommé Pounce de Leon). Lui est attribué le titre de Roublarde du Cœur (Rogue of Heart).
- Kanaya Maryam (alias grimAuxiliatrix) est une des six filles trolls (sang jade (rare et important)), aux multiples tenues, seule troll qui a un intérêt pour la mode, cornes recourbées et pointues, l'une ayant un petit éperon. Son signe du zodiaque est Vierge. Vivant dans une tour dans le désert, elle est une des rares trolls à pouvoir supporter le soleil Alternien, et elle arrive même à l'apprécier. Tous ses mots commencent par une majuscule, et elle ne met aucune ponctuation, si ce n'est les points d'exclamation et d'interrogation. Son lusus est assez spécial, puisqu'il s'agit de la larve mère virginale, qui donne naissance aux trolls (sous forme de cocons). Lui est attribué le titre de Sylphe de l'Espace (Sylph of Space).
- Terezi Pyrope (alias gallowsCalibrator) est une des six filles trolls (sang turquoise), aveugle, pouvant sentir et goûter les couleurs (lui permettant de lire), petites cornes pointues. Son signe du zodiaque est Balance. Vivant dans une maison dans un arbre, elle a un grand sens de la justice, et aime bien jouer, notamment avec ses peluches dragons, les squamis, qu'elle pend à la fin de ses jeux de procès. Elle écrit tout en majuscule mais en leetspeak (en remplaçant les A, I et E par respectivement 4, 1 et 3), ses smileys la représente avec ses cornes (ou ses cils ?) comme ceci : >:]. Son lusus est un dragon (qui communique avec elle par la pensée dans son sommeil alors qu'il était dans son œuf), puis mourut à peine l’œuf avait éclos. Lui est attribué le titre de Voyante de l'Esprit (Seer of Mind).
- Vriska Serket (alias arachnidsGrip) est une des six filles trolls (sang céruléen), bras robot et œil à 8 pupilles, ayant amassé une belle fortune dans ses jeux de rôles grandeur nature, cornes rappelant une pince et une queue de scorpion. Son signe du zodiaque est Scorpion. Vivant dans un château assez luxueux, elle est fan de jeux de rôles grandeur nature extrême, où elle est connue sous le nom de Marquise Spinneret de Mindfang. Elle parle en remplaçant les sons huit et ui par 8, double par 8 des lettres ou des ponctuations pour un effet plus théâtral, et utilise un smiley avec quatre doubles points pour représenter 8 yeux (comme une araignée) ::::). Son lusus est une araignée (nommée Spidermom par les fans). Lui est attribué le titre de Voleuse de la Lumière (Thief of Light).
- Equius Zahhak (alias centaursTesticle) est un des six garçons trolls (sang indigo), d'une très grande force, mécanicien constructeur de robot, cornes en forme de flèches dont une qui est brisée. Son signe du zodiaque est Sagittaire. Voisin de Vriska, il est passionné par les arcs qu'il ne peux tenir entre les mains sans les briser et a quelquefois des accès de colère qui peuvent être néfaste (notamment mort de deux lusus dans l'un d'entre eux). Il parle en commençant ses phrases par D→ (représentant un arc), remplaçant le son "san" par 100 et les x ou les sons ayant la même sonorité par %. Son lusus est un centaure (avec des pis de vache donnant du lait) nommé Aurthour. Lui est attribué le titre d'Héritier du Néant (Heir of Void).
- Gamzee Makara (alias terminallyCapricious) est un des six garçons trolls (sang mauve), cheveux très ébouriffés, adorateur de clowns et du soda Faygo, grande cornes légèrement ondulées. Son signe du zodiaque est Capricorne. Vivant près de l'océan Alternien, sa chambre est remplie de poster de clowns et de cornes (de clown), il se fait des tartes au slime soporis (censé être l'endroit où les trolls dorment) qui a des répercussions sur le cerveau d'un troll s'il en mange. Il parle en mettant une lettre sur deux en majuscule, et son smiley représente un clown avec son gros nez :o). Son lusus est une chèvre avec une queue de baleine (Sea goat en anglais). Lui est attribué le titre de Barde de la Fureur (Bard of Rage)
- Eridan Ampora (alias caligulasAquarium) est un des six garçons trolls (sang violet), crête violette et cape, n'aimant pas les trolls terrestres (c'est un troll aquatique, bien que ne vivant pas sous l'eau), cornes en éclair. Son signe du zodiaque est Verseau. Vivant sur une île loin sur l'océan, il ne croit pas en l'existence de la magie, mais il aimerai bien qu'elle existe. Fier de sa royauté, il essaye en vain de trouver un moyen de tuer tous les trolls terrestres. Il double les w et les v, et emploie des diminutifs pour les prénoms de ses camarades (ex : Kan, Vris ou encore Fef). Son lusus est un hippocampe très grand. Lui est attribué le titre de Prince de l'Espoir (Prince of Hope).
- Feferi Peixes (alias cuttlefishCuller) est une des six filles trolls (sang fuchsia, très rare et réservé aux impératrices des trolls), cheveux longs et lunettes roses, future impératrice des trolls, cornes recourbées vers l'intérieur. Son signe du zodiaque est Poissons. Vivant dans un palais sous la mer, elle est le seul exemple de sang noble pacifique (Gamzee étant "drogué" au slime soporis), même très pacifique, puisque si elle n'avait pas de contrainte avant de monter sur le trône (un lusus dont elle doit s'occuper sinon c'est la mort de tous les trolls, ainsi qu'une ancienne impératrice qui menace de la tuer, mais qui ne peut pas à cause du lusus), elle changerai le sens du mot éradiquer pour le sens de s'occuper et de chouchouter. Elle s'y entraîne déjà en "éradiquant" la faune sous-marine. Elle parle en majuscule lorsqu'elle s'excite, mettant des traits d'union devant les E pour former son trident et remplaçant les h (minuscules comme majuscules) par ) (. Elle emploie parfois aussi des jeux de mots en rapport avec les poissons (ex : Goujon vu (Déjà vu)). Son lusus est un énorme tas de tentacules de la taille d'une ville (qui a un bec) nommé Gl'bgolyb, qui peut tuer les trolls avec une attaque psychique en élevant la voix (son cri, nommé le Vaste Glub tuerait tous les trolls de la galaxie). Lui est attribué le titre de Sorcière de la Vie (Witch of Life).

### Session Alpha
- Jane Crocker (alias gutsyGumshoe) est une jeune fille de seize ans, portant des lunettes et un tee-shirt avec comme imprimé un monstre turquoise. C'est biologiquement la grand-mère de John, mais plusieurs éléments viendront détourner cette information. Elle est l'héritière de l'étrange compagnie Crockercorp, spécialisée dans les pâtisseries en tout genre; cela explique son goût pour l'art des pâtissiers. Sans oublier sa fascination pour les histoires de détective et d'hommes moustachus. Jane est depuis longtemps amoureuse de Jake mais préfère réprimer ses sentiments par peur de briser son amitié avec le reste de son groupe. Lui est attribué le titre de Damoiselle de la Vie (Maid of Life).
- Roxy Lalonde (alias tipsyGnostalgic) est biologiquement la mère de Rose, mais plusieurs éléments viendront détourner cette information. Régulièrement soûle, elle boit beaucoup d'alcool et ceci altère sa ponctuation lors de ses Pesterchum avec ses amis. Son tee-shirt est orné d'une tête de chat rose à quatre yeux : Mutie, un chat mutant que Rose avait adopté. Elle porte aussi régulièrement une écharpe. Roxy aime l'alcool, les magiciens/sorciers et les félins; elle est tout aussi intelligente que Dirk. Comme Jane, Roxy semble avoir des sentiments pour Jake, mais aussi Dirk; elle préfère se taire sans pour autant arrêter de flirter avec eux pour s'amuser. Lui est attribué le titre de Roublarde du Néant (Rogue of Void).
- Dirk Strider (alias timaeusTestified) est un garçon de seize ans, avec des lunettes très classes et un tee-shirt décoré d'une casquette. Il est de près le plus intelligent des quatre Enfants Alpha; il aime les poupées, les robots, le rap ainsi que les katanas japonais sans oublier les chevaux et les poneys yo. Dirk est relié à Dave d'une manière intrinsèquement lié à leurs frères et Gardiens respectifs, mais plusieurs éléments viendront détourner cette information. De la même manière que les filles, Dirk aime Jake, et les deux entretiennent une relation aussi timide que chaotique après être entrés dans le Médium. Lui est attribué le titre de Prince du Cœur (Prince of Heart).
- Jake English (alias golgothasTerror) a aussi seize ans. Il porte un tee-shirt avec comme imprimé un crâne vert semblable à Caliborn et semble fan de crânes, de films dans n'importe quelle catégorie, de filles à la peau bleue, d'aventure et d'armes à feu. Il est génétiquement le grand-père de Jade mais plusieurs éléments viendront détourner cette information. Lui vit seul dans les ruines d'une île au milieu du Pacifique. Il se rend compte de l'affection que ses amis lui portent et n'arrive pas à décider, craignant diviser le groupe en faisant ainsi. Une fois entré en Mode Trickster, il déclare qu'ils se marieront tous les quatre. Lui est attribué le titre de Page de l'Espoir (Page of Hope).
- Les Trolls Beta ne rencontrent pas à proprement parler les Enfants Alpha. Ce sont les ancêtres décédés des Trolls Alpha, vivant sous la forme de fantômes dans des Bulles de Rêve (Dream Bubble)

### Autres
- Les Exilés sont un groupe de plusieurs personnes drapées de vieux tissus, perdus dans un désert à une époque lointaine. Chacun donne des conseils à un joueur à travers son ordinateur. Ils ne sont généralement désignés que par des titres, dont les initiales pourraient bien avoir une tout autre signification.
- Jack Noir est un terrifiant adversaire. Au départ un Agent à la cour de Derse, il assassine le Roi et la Reine Noirs et s'empare de leur anneau royal, qui permet à son porteur d'acquérir les traits que les kernelsprites des enfants avaient quand leur enfant respectif a entré dans la session. De ce fait, il cause le chaos et la destruction dans le Médium en s'autoproclamant Souverain Tueur (Sovereign Slayer) et cause des dommages irréparables à la session des Enfants. Quand Becquerel, le chien de Jade, s'est prototypé avec le kernelsprite de Jade, il a acquiert ainsi des pouvoirs insoupçonnés. C'est un meurtrier sans foi ni loi qui tue tout ce qui se trouve en travers de son chemin, excepté Jade, à cause de la mémoire du loyal Becquerel qui empiète sur la sienne.
- Lord English est un démon plus dangereux que Jack Noir. Son pouvoir lui permet de détruire des zones de l'espace-temps, allant même jusqu-à des dimensions de poche, et de voyager dans le temps. Il ne peut être vaincu qu'à l'aide de "bugs" spatio-temporels comme des paradoxes.
- Doc Scratch est un officier de Lord English et le Premier Gardien d'Alternia. Il est presque omniscient et très intelligent, ce qui le rend très manipulateur. Son but est d'ensurer la fin de l'univers, pour ensurer que Lord English puisse se manifester. Cependant, comme Lord English peut voyager dans le temps pour apparaître avant son arrivée (« il est déjà ici »), il a la preuve qu'il va réussir.
- Le Midnight Crew est un gang composé de quatre individus tout de noir vêtus nommés Spades Slick, Hearts Boxcars, Diamonds Droog, Clubs Deuce, qui représentent chacun une couleur de jeu de carte. Ils sont en guerre contre le gang des Felt. Le Midnight Crew vient à l'origine de Problem Sleuth, un autre webcomic publié sur MSPaint Adventure. Dans l'histoire, ils étaient des agents de la version de Derse qui existait pendant la session des trolls alphas.
- Le gang des Felt désigne quinze maîtres du temps aux pouvoirs uniques reconnaissables à leur habit vert fluo et leurs chapeaux aux couleurs des boules de billard. Ils sont dirigés par Lord English, et sont des rivaux du Midnight Crew
- Calliope et Caliborn sont d'une espèce extraterrestre différente des Trolls appelée "Chérubins". Ils partagent le même corps. Caliborn finira par assassiner Calliope et prendra le contrôle de son corps, profitant ainsi d'un réceptacle pour lui tout seul. Caliborn se créera alors une équipe composée de Leprechauns (rien à voir avec homologues folkloriques) possédant des pouvoirs temporels, et qui formeront plus tard le gang des Felt. Enfin, Caliborn consommera alors la source du temps elle-même afin de devenir Lord English.
- Les trolls sont élevés par des tuteurs animaux entièrement blancs, les lusus naturae, en rapport avec le signe sur leurs T-shirts.

## Mécanismes de Homestuck / Sburb / Sgrub

### Pesterchum
C'est un programme de communication Internet, semblable à des boîtes de chat instantané. Nombre de conversations à distance se déroulent sous des dialogues insérés dans ces fenêtres pesterlog. Son équivalent chez les trolls se nomme Trollian, et, grâce à la technologie troll, avec lequel avec on peut discuter avec quelqu'un qui se trouve dans le passé ou dans le futur (c'est un peu trop vague pour avoir une définition concrète). Il existe aussi un autre programme de communication, utilisé seulement par Jane nommé BettyBother, mais moins performant et avec plein de pops-up.

### Echeladder
Le jeu étant au départ une parodie de jeux vidéo, les enfants se voient octroyer des niveaux, accompagnés de divers Titres loufoques et ridicules. Lors de l'obtention d'un nouveau Titre, leurs caractéristiques augmentent, et ils reçoivent de l'argent, des « boondollars ». Ces informations sont représentées sur un « echeladder ». Représenté par un tableau, celui-ci évolue en différents piédestaux sur lesquels les Titres sont inscrits, lorsqu'un protagoniste atteint le tier divin, ou « god tier ». Son attribut brille alors en arrière-plan. Les titres de l'echeladder ne sont pas à confondre avec les titres dits "mythologiques" qui servent à définir le tier divin, ainsi que les pouvoirs de l'utilisateur.

### Cartes captchalogue
Plusieurs blagues récurrentes dans Homestuck tournent autour du système d'inventaire des joueurs. Ces derniers possèdent un deck de cartes captchalogue, dans lesquelles ils peuvent stocker des objets. Les personnages possèdent des modus, des systèmes de tri des cartes captchalogues. Ces derniers sont très variés, chaque personnage en possédant un différent. Andrew Hussie rapporte que ces dernières ont été imaginées à partir des codes captcha. En retournant une carte captchalogue, occupée ou non, on y trouve un code semblable à ces codes captcha. Ces codes serviront plus tard à améliorer le système d'alchimie du jeu.

### Kernelsprite
Chaque joueur reçoit au début une entité, le Kernelsprite, petite sphère lumineuse flottante parlant une langue incompréhensible. Avant d'entrer dans le Medium, le Kernelsprite doit être prototypé dans un Cruxtruder, en le combinant avec un objet ou même une personne. Il prend alors la forme des caractéristiques principales de l'objet prototypé. Lors de l'entrée dans le Médium, il se divise en un Kernel et un Sprite. 
Le Kernel lui-même se divise en deux, une moitié partant vers Prospit, l'autre vers Derse, transportant ainsi ses caractéristiques aux royaumes.
L'autre moitié, le Sprite, est une sorte de fantôme supposé aider le joueur. Il peut subir un second prototypage même après l’entrée.
- Celui de John est un Arlequin offert par son père le jour de son anniversaire. Il a ensuite été prototypé avec les cendres de sa grand-mère (accidentellement).
- Rose a prototypé Jaspers, son chat mort, et une princesse re-déguisée en monstre pieuvre.
- Dave a accidentellement empalé un corbeau que Jade a mis dans le Cruxtruder. Ensuite, pour éviter un continuum maudit, il est revenu dans le temps pour se prototyper lui-même, afin d'aider son "soi" présent.
- Le chien de Jade, Becquerel, s'est jeté dans le Cruxtruder afin de sauver Jade d'un météore. Puis Jade y a jeté son double onirique (Dream Self) empaillée, espérant faire revenir son chien loyal à la vie.

### Planètes
Au centre de l'Incipisphère se trouve le Médium, avec en son cœur, Skaia, une entité portant le Champ de Bataille, où se déroulent les guerres entre les forces de la Lumière et des Ténèbres. 
Ce Champ de Bataille évolue au fur et à mesure du prototypage des Kernelsprites.
Autour de Skaia orbite la planète de la Lumière, Prospit. Elle est habitée par des Carapaciens blancs (qui sont en fait des personnages inspirés de pièces d'échecs, recouverts d'une carapace parfois luisante), et gouvernée par le Roi et la Reine Blancs.
Puis, plus éloignées, à intervalles réguliers autour de Skaia, se trouvent les planètes des joueurs :
- La Terre du Vent et de l'Ombre pour John (LOWAS: Land of Wind and Shade)
- La Terre de la Lumière et de la Pluie pour Rose, (LOLAR: Land of Light and Rain)
- La Terre de la Chaleur et des Mécanismes pour Dave (LOHAC: Land of Heat and Clockwork)
- La Terre du Froid et des Grenouilles pour Jade (LOFAF: Land of Frost and Frogs).
- Alternia est une planète grise d'où viennent les Trolls. Cette planète a deux lunes, une violette (elle-même possédant un petit satellite) et une verte.
- La Terre des Cryptes et de l'Hélium pour Jane (LOCAH : Land of Crypts and Helium)
- La Terre des Pyramides et des Néons pour Roxy (LOPAN : Land of Pyramids and Neon)
- La Terre des Tombes et de Krypton pour Dirk (LOTAK : Land of Tombs and Krypton)
- La Terre des Tertres et de Xénon pour Jake (LOMAX : Land of Mounds and Xenon)
- Beforus est le nom donné à la version d'Alternia d'où viennent les trolls bêtas. Elle n'avait qu'une seule lune, de couleur rose.

La limite du Médium est une ceinture de météores, abritant des laboratoires. Cette ceinture de météores est appelée le Voile. Cette zone est neutre; Les deux royaumes s'en servent pour modifier génétiquement leurs soldats. 
Autour du Voile orbite Derse, le royaume des ténèbres, habité par des Carapaciens noirs (dont Jack Noir), gouverné par le Roi et la Reine Noirs.
Sur sa planète, le joueur doit effectuer une quête. Il lui faut pour cela un Lit de Quête (Quest Bed), mais aussi des ennemis portant les caractéristiques des prototypages des Kernelsprite et un Résident (un ennemi dont la puissance dépasse celle de tous les monstres d'une planète). Ce dernier dort au cœur de la planète. Actuellement, un seul Résident a été révélé, Yaldabaoth. Le Résident correspond au navigateur Web du joueur.

### Strife Deck
Dans les Strife Deck sont placés des objets du choix du joueur, transformant alors ces objets en armes, qu'on appellera des Strife Specibus. Cela peut être n'importe quel objet à l'air agressif (ou pas). Rose utilise par exemple un Typaiguille (Needlekind), car elle a placé dans son Strife Deck ses aiguilles à tricoter.

## Produits dérivés

### Albums musicaux
Le succès de la série encouragea Andrew Hussie à réaliser plusieurs produits dérivés, à commencer par de nombreux albums musicaux disponibles en téléchargement sur le site de musique en ligne Bandcamp. Certains morceaux sont directement tirés des animations flash de la série. Elle compte actuellement 30 albums (en comptant les albums spin-off), le dernier, Homestuck Vol.10, étant sorti en juin 2016. L'artiste le plus impliqué dans ces albums - pour la plupart collaboratifs - est Toby "Radiation" Fox, qui est notamment chargé du mixage pour plusieurs de leurs derniers albums.

#### Jeu-vidéo
Le jeu vidéo Hiveswap se déroule dans le même univers que Homestuck. Il paraîtra sous forme de quatre actes dont le premier, initialement prévu pour janvier 2017, mais étant sorti en retard le 14 septembre 2017.

#### Livres et autres
Homestuck a également son propre label, What Pumpkin, dont la boutique en ligne vend des bijoux, des vêtements et des posters inspirés par la série. Le reste de produits dérivés est vendu sur le site TopatoCo, ce qui inclut les adaptations papier des deux premiers actes de la série. Le reste de la série sera aussi adapté.